# Адам Браун (хокеїст)
Адам Браун (англ. Adam Brown, нар. 4 лютого 1920, Джонстон — пом. 9 серпня 1960) — канадський хокеїст, що грав на позиції крайнього нападника.

## Ігрова кар'єра
Професійну хокейну кар'єру розпочав 1941 року.
Протягом професійної клубної ігрової кар'єри, що тривала 12 років, захищав кольори команд «Детройт Ред-Вінгс», «Чикаго Блек Гокс» та «Бостон Брюїнс».

## Нагороди та досягнення
- Володар Кубка Стенлі в складі «Детройт Ред-Вінгс» — 1943.

## Смерть
Загинув в автомобільній аварії 9 серпня 1960 року.